# Супраслска лавра
Манастир Благовести Пресвете Богородице и Св. Апостола Јована Богослова, или Супраслска лавра је један од пет православних мушких манастира у Пољској. Налази се у граду Супрасл. Припада Бјалисточко-Гдањској епархији Пољске православне цркве.
Манастир је основао Александар Ходкиевич пре 1497. У почетку је његово седиште било у Гродекову. Године 1501. почела је изградња комплекса манастирских зграда у Гродекову, али су се неколико година касније монаси преселили на друго место - у пустињу Сухи Хруд код данашњег Супрасла. Године 1510. у новом седишту манастира почели су радови на главној цркви - одбрамбеном храму Благовести. Монаси су одржавали широке контакте са другим православним монашким заједницама у русинским и српским земљама и на Балкану, чиме је манастир у Супраслу постао један од најзначајнијих православних центара у Првој Пољској Републици у 16. веку. Монаси су се бавили и прикупљањем и преписивањем књига. У њој су се на посебан начин клањали икони Супраслске Богородице, која се сматрала чудотворном.
Након закључења Брестовске уније, монаси манастира на челу са архимандритом Иларионом одбили су да прихвате њене одлуке. Сукоб око јурисдикцијске припадности манастира трајао је неколико деценија. Коначно, захваљујући подршци манастирских монаха и краља Сигисмунда III Васе, 1635. године манастир је коначно прешао у руке унијата и под управом базилијанаца до 1824. године. Ова наредба значајно је проширила комплекс грађевина, а на иницијативу кијевског унијатског митрополита Кипријана Жоховског отпочео је издавачку делатност у Супраслу. Већина богослужбених књига за потребе Унијатске цркве у Комонвелту настала је у Супраслској штампарији, а од 18. века у њој су штампана и световна дела.
Након што се Супрасл нашао под руском влашћу, 1824. године, манастир је преузела Руска православна црква. Православни мушки манастир је радио до 1915. године, када су монаси кренули у бекство. У међуратном периоду манастирске зграде припадале су салезијанцима. Године 1944. Немци који су се повлачили дигли су у ваздух главну манастирску цркву. После рата у манастирским зградама радила је пољопривредна школа, од осамдесетих година 20. века зграде су постепено пренете у Пољску аутокефалну православну цркву и реновиране.
Манастирски комплекс се налази у улици Klasztornej 1. У њему је и седиште Супраслске академије и локалне православне парохије (у Бјалисточком деканату). У манастиру се налази и Музеј икона.
2022. године у манастиру је било осам монаха.

## Историја

### Православни манастир (16. – 17. век)

#### Оснивање манастира у Гродекову
Пре 2013. године, примарни извор за историју манастира у Супраслу била је хроника историје манастира коју је 1799. године написао Василијански свештеник Миколај Радкиевицз. Према хроници, манастир су основали Александар Ходкјевич, маршал Велике Кнежевине Литваније, и Јозеф, православни епископ Смоленска, 1498. године. Оснивањем манастира Ходкевич је желео да на свом имању успостави значајан центар православног верског живота, као и да подигне престиж своје породице. У почетку је седиште заједнице било у Гродекову. Године 2013. Антони Мироновицз, на основу нових истраживања и анализе раније непознатих докумената везаних за манастир, као и копије из 17. века споменика игумена Пафнуција са прелаза из 15. у 16. век., наводи да је монашка заједница у Гродекову основана пре изградње замка на тим истим локалитетима, дакле пре 1497. године, можда чак и неколико десетина година раније. Манастир није био ценобитски – монаси су живели у засебним испосницама и састајали се само суботом, недељом и великим празницима за време заједничких служби. Миронович је такође довео у питање учешће епископа смоленског у самом стварању манастира, тврдећи да је Миколај Радкевич свесно указивао на њега, уместо на Јозефа, митрополита кијевског, и желео да створи утисак да манастир има везе са црквом од самог почетка.
У почетку су истраживачи историје манастира веровали да су први монаси дошли из светогорских манастира и да су побегли од Турака након пада Цариграда. Ова тврдња се заснивала на изгубљеном документу Traditio de translatione fratrum religiosorum Grodeco-Supraslum. Другачију тезу о формирању заједнице од монаха Печерске лавре изнео је манастирски настојатељ и његов историчар Ихумен Миколај (Долматов). Свој став је правдао чињеницом да је Иван Ходкијевич, отац ктитора, био кијевски војвода и да је сигурно добро познавао најпознатији кијевски манастир. Миколај (Долматов) је такође у својим делима цитирао став о пореклу првих монаха са Атоса и тврдио да идиосинкратичност манастира у Гродекову иде у прилог овој тези. Међутим, био је склон да верује да су први монаси дошли из Печерске лавре. Ову тезу усвојила је каснија историографија. Према Јозефу Марошеку, тачност тврдњи о атоском пореклу првих монаха доказује Супраслски законик који се чува у манастиру. Елизабета Киерејцзук, пак, наводи да је међу монасима који су чинили прву групу подвижника који су живели у Гродекобу било монаха са Балкана (укључујући Атос) и из Кијева.
Први претпостављени заједнице био је Пафнуци (Сиехен). У манастиру је тада било око 40 монаха.
Томос којим се одобрава изградња манастира издао је цариградски патријарх Јоаким I 1505. године. Овај томос је садржао и смернице за будућу организацију монашког живота. Наредио је да предстојатеља изабере сама заједница, међу монасима манастира. Такође је обавезао монахе да се моле за ктиторе, да трајно бораве у манастиру и да не конзумирају алкохол. Циљ заједнице био је подизање ауторитета Православне Цркве међу неверницима. Надређени изборни поступак био је неуобичајен за православне заједнице Прве републике, јер је значио да су ктитори манастира одустајали од права управе. Чин подизања потврдио је и краљ Александар Јагелон.
Године 1501. подигнута је црква брвнара Св. Јован Богослов. Александер Ходкиевич је желео да на овај начин обележи помен свог упокојеног оца Ивана Две године касније почела је изградња зидане цркве на призив Благовести Пресвете Богородице. Подигао га је из приватних темеља, а хиротонисао је кијевски митрополит Јона III по завршетку изградње 1511. године. При цркви су отворене две капеле: Св. Теодосије Печерски и Свети Борис и Глеб. Према најновијим истраживањима, описане цркве су подигнуте у Гродекову.

#### Теза о унијатском пореклу манастира
Јозеф Марошек је 2000. године изнео тезу да су Супраслски манастири основани као унијатска установа са циљем ширења Фирентинске уније. По његовом мишљењу, локација манастира у Блудовској шуми одређена је краљевском забраном подизања нових и поправке оштећених православних цркава. Марошек тврди да је 1503. године, након оснивања манастира, напуштена концепција његовог укључивања у процес ширења уније; од тог тренутка манастир је имао строго православни карактер, на који је утицао митрополит кијевски Јона. Према овом истраживачу, подаци који доказују унијатску генезу заједнице доследно су уклањани из његових хроника касније чуваних у манастиру.
Тезу о унијатском пореклу манастира доследно одбацују православни аутори (а самим тим и већина истраживача овог проблема) пишући о историји Супраслске заједнице. Међутим, подржава га Војчех Залески. С друге стране, Кшиштоф Пјеткијевић, пишући о проевропским активностима Александра Јагелона, ни на који начин их не доводи у везу са оснивањем манастира у Супраслу.

#### Пренос манастира у Супрасл. Манастир у 15. – 16. веку
Према Радкијевичевој хроници, која се раније сматрала веродостојном, после две године неки монаси су напустили град, док су се други преселили на забаченије место у пустињи Сухи Хруд. Према манастирској хроници, 1500. године монаси су напустили Гродеков преко рекеСупрасл чамцем и зауставили се на месту где је сам чамац пристао на обалу. Са собом су понели крст са делом моштију Часног Крста. Нови манастир је основан на месту где никада није постојао центар православног богослужења.
Антони Мироновицз је 2013. године, на основу анализе до сада непознатих докумената у вези са манастиром, као и копије споменика игумена Пафнуција из 17. века са прелаза из 15. у 16. век, навео да је историја настанка манастира, како је усвојена у предању, није тачна. Године 1500. монаси више нису могли да располажу вредним моштима са Часног крста, јер су је добили тек 1507. или 1508. године од митрополита кијевског Јосифа. Иако је нема сумње да је заједница Гродeков, због ужурбане природе града, одлучила да се пресели на друго место, то се није догодило у години која је назначена у хроници. Захтев монаха за промену локације манастира подржао је Јозеф Солтан као митрополит кијевски, односно најраније 1508. године. Међутим, заједница није могла одмах да промени седиште. Најранији запис са потпуном сигурношћу који указује на рад манастира у Супраслу датира из 1510. године, а годину дана раније Ихумен Пафнуци је добио краљевску дозволу за подизање зидане цркве. То значи да је, супротно старијим сазнањима, градња Благовештенске цркве у Супраслу почела не 1503. године, већ тек седам година касније, и трајала чак неколико десетина година.
Године 1510. Александар Ходкевич је дао манастирима у Василкову, Дојлиди, Заблудову и Хорошчу, као и развио, заједно са кијевским митрополитом Јозефом, нову манастирску управу. Посебно је стављен акценат на монахе који остају у манастиру, забрањујући чак и претпостављенима да путују сами, док је сваком монаху било дозвољено да има своје књиге у келији. Захваљујући жени Александра Ходкјевића, Василиси, у манастиру су живели многи образовани монаси, способни да преписују књиге. Отуда је задатак заједнице био јачање верског идентитета локалног православног становништва и ауторитета православне цркве у очима неистомишљеника.
У годинама 1532–1557 подигнут је још један храм - гробљанска православна црква Васкрсења Господњег. Испод цркве су се налазиле катакомбе са 132 нише, у које је планирано да буду сахрањени монаси и мирјани који подржавају манастир.
Манастир у Супраслу је временом постао важан верски и културни центар. Одржавао је блиске контакте са другим православним манастирима у Пољско-литванској заједници и иностранству. У 16. веку значај Супраслског манастира био је упоредив са престижем Кијевско-печерске лавре, а Супраслска икона Богородице (копија Смоленске иконе Богородице, дар смоленског епископа Јозеф, суоснивача заједнице), поштована као чудотворна, била је важно одредиште ходочашћа. Међу заједницама са којима је Супраслски манастир сарађивао, били су манастири у Кијеву, Слуцку, Москви и манастири у Србији, Бугарској и Грчкој. Према инвентару из 1557. године, у библиотеци манастира у Супраслу налазило се 200 штампаних или рукописних књига, па је била једна од највећих манастирских збирки у земљи. Будући краљ Жигмунт Август посетио је библиотеку 1543. године и са дивљењем говорио о њеним збиркама. До 1645. овај број се повећао на 587, од чега су 234 књиге написане на русинском, 201 - на латинском, 152 - на пољском. Плод међународних контаката била је збирка манастирске библиотеке, која садржи рукописе на русинском, српском, бугарском и другим језицима. У земљи је био познат манастирски скрипторијум, где су монаси преписивали или састављали рукописе, а затим дистрибуирали измењене верзије.
Јасан траг сарадње са манастирима ван граница Прве Пољске био је и култ светаца повезаних са другим земљама, слабо познат у Првој Републици Пољској: русинског духовника Сергија Радоњешког, Пафнутија Боровског, Леонцјуша Ростовског, Кирила Белозијерског, митрополити Алексије и Петар и српски светитељи Сава, Симеон и Арсеније. Посебно блиске везе супрашке заједнице са српским манастирима били су разлози због којих су српски иконописци израдили сликарску декорацију Благовештенске цркве. У изради иконостаса за њу учествовао је и монах Нектарије, који је предводио групу сликара. Такође у 16. веку, за време управљања манастиром од стране архимандрита Сергија, у манастиру је изграђена нова остава, трпезарија и кухиња.
Монаси су се бавили философском и теолошком полемиком са другим верама. Патријарх српски Гаврило је 1582. године приликом посете Супрасљу доделио супраском архимандриту право ношења митре, а самом манастиру право на употребу титуле лавре. Године 1589 цариградски патријарх Јеремија је на повратку из Москве свратио у Супрасл и унео измене у унутрашње правило заједнице, дајући му право на проучавање.

### Православно-унијатски сукоб око манастира
Манастир у Супраслу је у почетку заузео изразито негативан став према акту Брестовске уније. Како пише Миронович:
„Манастир је бранио православље не тако што га је изоловао од нових верских и философских токова, већ усвајањем садржаја у складу са православним канонима и снажном полемизацијом супротстављених догмата. Тако су у највећем верском центру 16. века у Подласју доминирале антилатинске, антиЕУ и антиреформаторске тенденције.”
Још пре 1596. године у манастиру су писани текстови полемичке природе у којима се критикује учење латинске цркве, а ређе протестантских. Још пре 1596. године у манастиру су писани текстови полемичке природе у којима се критикује учење Латинске цркве, а ређе и протестантских  . Међутим, 1595. године настојатељ манастира, архимандрит Иларион, учествовао је на Сабору православних у Лавову, чији су учесници, са епископом лавовским Гедеоном .на челу, усвојили, између осталог, потребу да се брзо оконча рад на унији католичке и православне цркве. Архимандритова подршка пројектима ЕУ произишла је, према Мироновичу, из различитог тумачења самог концепта уније од стране католичке и православне странке, и уверења ове друге да склапање уније неће повлачити ритуалне или догматске промене (такво веровање је било такође да деле и други јерарси православне цркве у Пољској). Годину дана касније, након закључења Брестовске уније, архимандрит Иларион је учествовао на антиунијатском сабору одржаном у Бресту упоредо са сабором Уније и потписао његове одредбе, укључујући и лишавање епископа-потписника уније. Заузврат, монах Исаија из манастира Супрасл је учествовао на сабору Уније.
Први кијевски унијатски митрополит Михал Рахоза покушао је да убеди монахе манастира Супрасл да прихвате унију, али су његови напори били безуспешни. Митрополит се није одлучио да на силу натера свештенство да изврши наређења. Све до његове смрти 1601. године манастир је остао православан и због тога није био узнемирен. Наставак заједнице у садашњој јурисдикцији подржао је њен некадашњи актер Хјероним Ходкјевић, који је, иако је прешао из православља у католичанство, ипак заступао толерантан однос према православној цркви. Наследник Михала Рахозе, Хипаци Поцеј, одмах по преузимању дужности, дошао је у Супрасл и најавио прелазак манастира у Унијатску цркву у Благовештенској цркви. Монашка заједница је одбила да се повинује овој одлуци и заузврат прогласила јерарха јеретиком; Монаси, предвођени архимандритом Иларионом, изјавили су да својим претпостављеним сматрају цариградског патријарха, а не католичког епископа, као што је Поцеј. Архимандрит је тражио подршку за супраслску заједницу у другим православним манастирима, укључујући и Кијевско-печерску лавру, али без успеха. Хипације Почеј је 4. октобра 1601. тужио Илариона (Масалског) суду због непослушности. Одређен је судски термин, али је архимандрит одбио да се појави пред митрополитским судом, па је митрополит затражио од краља Жигмунда III Васе, унијатског присталице, да интервенише. Он је 19. јануара 1602. године издао циркуларно писмо у коме је објавио да је предстојник манастира у Супраслу осуђен на прогон због непослушности митрополиту.
Царско писмо је онемогућило Јерониму Ходкјевичу да директно брани архимандрита Илариона. Свештеник је остао у Супраслу још годину дана од тренутка прогонства, али је Ходкевич био принуђен да назначи новог кандидата за предстојатеља. Монах Геразим, који је постао нови архимандрит, пристао је да прихвати унију и заклео се на верност Хипатију Поцеју. Усвојени су и нови унутрашњи правилници манастира, којима је, између осталог, забрањен пријем нове браће у заједницу без сагласности митрополита и тутора (са изузетком послушника). Ова одредба је требало да спречи прилив монаха-разједињених у Супрасл из манастира који су прихватили унију. У овој ситуацији, архимандрит Иларион је напустио Супрасл, али је 1607. године замолио Хјеронима Ходкијевича да интервенише код краља како би он повукао краљевско писмо о прогонству, на шта је краљ Сигисмунд III Васа одговорио позитивно и дозволио монаху да се врати у манастир. Иако је манастир формално остао под јурисдикцијом кијевског унијатског митрополита, архимандрит Иларион је организовао његов унутрашњи живот у складу са православном традицијом. Такође, после његове смрти, архимандрит Геразим, који се претходно посветио Унијатској цркви, толерисао је овакво стање и 1611. дозволио монаху Атанасију да напише текст, „Kilka słów i pouczenii świętych ojców Cerkwi prawosławnej”, који се завршио са молба да се манастир задржи у овој конфесији.
Сукоб око јурисдикцијске припадности манастира трајао је до 1635. Године 1627. надзорник Кшиштоф Ходкјевић је наметнуо ново правило заједници, ограничавајући број монаха на шест. Године 1631. пред судом у Навагрудаку је одржан процес између Ходкјевића и унијатског митрополита Јозефа Веламина Рутског, који је краљевски суд коначно решио, потврдивши митрополитово право на пуну контролу над животом манастира. Дана 31. марта 1635. године манастир је коначно усвојио василијанску власт.
Према православној цркви, укљ. Петра Могиле, митрополита кијевског, преузимање манастира од стране василијанаца изазвало је његов пад као средишта духовног живота. У наредним деценијама то није било толико средиште монашког живота заснованог на подвижништву, колико епископска резиденција. Миронович наглашава да оснивање синдиката у Супраслу значајно допринео напретку ове религије на литванским и белоруским територијама Пољско-литванске заједнице. То је променило и културно лице супраслског центра, јачајући латински утицај на рачун ранијих контаката са балканским земљама и Русијом.

### Василијански манастир
За време управе манастира од стране василијана, комплекс његових зграда је проширен. Базилијани су у манастирску цркву поставили нови, барокни намештај. Године 1643. игуман Никодем Шибињски наручио је за њу нови троредни иконостас са завршетком. То је било једно од најистакнутијих барокних дела ове врсте у целом Подлашком региону. Израђен је у радионици Анџеја Модзелевског у Гдањску или у недефинисаној радионици у Виљнусу.
Између 1642. и 1652. године у главном храму манастира постојала су и четири бочна олтара.
Крајем 17. века на јужном крилу манастира уређена је башта у италијанском стилу. Можда је постојао у другој половини 19. века, иако је тада већ био запостављен. Унијатски монаси су наставили да сахрањују у катакомбама 16. века.
Године 1733. у манастиру у Супраслу живело је деветнаест монаха, пет монаха без хиротоније, четири искушеника, 13 домаћица и 47 занатлија. Четири базилијана су била привремено у Варшави, а два у Кузници. У 40-им и 50-им годинама 18. века у манастирском комплексу изграђени су кула-звоник и јужно стамбено крило. Године 1764. написан је инвентар манастирске опреме, који је показао да је заједница била у добром материјалном стању. Заједница је у више наврата долазила у сукоб са кијевским унијатским митрополитима. Године 1778. митрополит Јасон Јуноша Смогоржевски није одобрио избор Теодозија Вислоцког за игумана осам година. Током сукоба око личности предстојатеља, манастир је знатно осиромашио.
Манастир у Супраслу је финансијски подржавао Кошћушков устанак, а његова штампарија је издавала универзале устаничких власти. Укључивање монаха у пољски национални устанак резултирало је ограничавањем активности заједнице од стране власти пруске поделе, у којој се Супрасл нашао као резултат Треће поделе Пољске. У Пруској је главна манастирска црква постала храм унијатске епархије Супрасл. Пруске власти су 1796. године конфисковале имовину заједнице.
Пруске власти 1799. године нису одобриле избор Мелеција Осуховског за новог игумана манастира и оптужиле га да није платио два износа због двојице трговаца. Као резултат тога, Осуцховски је морао да напусти Супрасл. Леон Лудвик Јаворовски је био нови кандидат за претпостављеног заједнице, али његов избор је потврђен тек 1805. године.
Године 1807. према Тилжинском уговору, Супрасл је заједно са целом Бјалисточком регијом ушао у састав Руске империје.

#### Базилијанска штампарија у Супраслу
Године 1693, трудом кијевског митрополита Кипријана Жоховског, у манастиру се појавила штампарија, пренета из Василијанског манастира у Виљнусу. Прва ствар која је штампана у манастиру био је унијатски Служебник (мисал). Заузврат, прва књига у целини написана у Супраслу (штампање Служебника је почело у Вилнусу) било је житије св. Онуфрије објављено 1696. године. Митрополит Кипријан Жоховски је тестаментом завештао штампарију свом рођаку, али су је супрашки базилијани задржали у манастиру. У наредној деценији, међутим, његова активност није била веома жива. Ситуација се променила након што је Леон Кишка преузео дужност надређеног. Године 1711. у Супрасљу је штампан „Zapach mirrhowego snopka, to jest modlitwy nabożne o Męce Pańskiej i N. Panny, Garści mirrhowego snopka”, а годину дана касније Snopek mirrhy gorzkiej Męki Jezusowej i jego Matki Najświętszej Panny. Године 1713, захваљујући напорима Леона Киске, Конгрегација за унапређење вере је издала декрет којим је одобрила делатност штампарије.
Издавачка кућа Базилианов је издала преко три стотине тзв Супраслске штампе – углавном са религиозним садржајем (преводи јеванђеља, молитвенике, апокриф, омилије, песме). Секуларна продукција је обухватала: ликовну, популарну, политичку литературу и научне дисертације.
Године 1720, три године након што је Леон Кишка преузео дужност кијевског унијатског митрополита, Замошки синод сазван на његову иницијативу одлучио је да унијатски обред буде сличан латинском. У Супраслској штампарији започето је штампање богослужбених књига неопходних за потребе реформисане Цркве. Године 1722. објављене су прве књиге које је препоручио синод. Укупно је у годинама 1711–1728 у Супраслу штампано 65 различитих текстова, од којих је велика већина (40) била на пољском, 13 на латиници и 12 на ћирилици. Поред литургијских књига, које су потом достављане црквама широм метрополе, Супрасл је штампао и популарне молитвенике, календаре и предмете које су наручили одређени приватници или католички манастири у региону. Године 1727. у манастиру је издат Thron ojczysty А. Колуда. После смрти Леона Киске 1728. године, делатност штампарије је ослабила, такође због лошег управљања од стране жупана Јозефа Островског. Такође након што је Јерзи Булхак преузео дужност опата Супрасла 1733. године, није дошло до значајнијег побољшања у овом погледу, јер је претпостављени био првенствено заинтересован за проширење манастира, а не за развој штампарије. Штампарија је, међутим, задржала славу коју је стекла претходних деценија. До краја 18. века објављивала је, између осталог, збирка превода Јана Андрзеја и Станислав Морсзтиниан Morsztyniana collectio insignis (1752), расправа В. Песког Domina palatii regina libertas  (1736), Езопове бајке Ezop nowy polski  (1750 и 1767), расправа о споровима око Острога Akta publiczne do interessu Ostrogskich należące  (1754–1756), силва К. Ниесиоловског Otia publica i Otia domestica (1743 и 1752).
У другој половини 18. века штампарија је све чешће објављивала световне текстове усмерене на ширење знања. Године 1767. објављена је кратка збирка пољске историје и географије Т. Вагија, 1770. приручник за војну тактику Де Јенеиа Партизанта, односно Partyzant czyli sztuka prowadzenia pomyślnie wojny podjazdowej, 1774. и 1779. године студија о биљу под називом „Wiadomość ciekawa, czyli skutek zbóż, jarzyn i ziółа. Број штампаних богослужбених књига за потребе Унијатске цркве знатно се смањио, док је за потребе староверских заједница настало 85 таквих публикација. Године 1784. префект штампарије Мелеци Осучовски потпуно је променио њен профил – од тада је Супрасл углавном коришћен за издавање световне лепослове, економских, медицинских, пољопривредних и правних водича, као и политичких и друштвених уџбеника и новинарски текстови. Штампарија је такође започела прештампавање популарних текстова, дајући лажно место издања или не наводећи да је дело издала манастирска штампарија. Базилијани су издавали и песмарице и молитвенике, зборнике проповеди, верске расправе, календаре и богослужбене књиге за староверце, али су потпуно одустали од издавања сличних дела за сопствене потребе Цркве – овде су се још увек користиле њихове старије књиге или издања вилњуске и почајевске штампарије. Издавачка кућа је 1790. године добила привилегију краља Станислава Августа Поњатовског.
Посесивне пруске власти су озбиљно ограничиле делатност штампарије. Године 1796. немачки штампар Ј. Кантер је доведен у Бјалисток и преузео је издавање званичних печата. Накнадно је базилијанима било забрањено да објављују световне календаре, а након одбијања да продају целу издавачку кућу Кантеру, власти су почеле да их узнемиравају сталним проверама, а 1800. године увеле су цензуру над свим публикацијама. До 1803. базилијани су објавили само неколико верских текстова и водича. Године 1803. освајачи су коначно натерали монахе да их продају радионицу за Ј. Аппелбауму (бившем купца штампарије Кантер).
Укупно, током свог постојања, штампарија је објавила око 500 јединица, од чега 71% на пољском, 18% на ћирилици, 10,5% на латиници и 0,5% на литванском.
Истраживања о судбини супрашког књижног фонда водили су: Надежда Морозова, Сергиуш Темчин, Николај Николајев, Лариса Шчавинска, Антони Миронович, Јозеф Марошек.

### Православни манастир (19—20 век)
Године 1824. манастир у Супраслу поново преузима православна црква. Неке од манастирских зграда су већ имале друге функције од првобитних, на пример у источном крилу 1807–1833. године била је болница, а неке зграде су дате у закуп Вилхелму Захерту за потребе текстилних фабрика. Монаси с nним делом зграда, где је поред стамбеног простора била верска школа. У првим годинама након што је манастир враћен у првобитну веру, извршене су значајне промене у унутрашњости како би се из њега елиминисали унијатски елементи. Уклањање бочних олтара и органа наишло је на лош пријем код овдашњих верника. Како је ихумен Николај (Долматов) описао у својој хроници, они су се у храму окупљали у гомили и неколико дана су непрестано певали верске песме уз понављање оргуља.
У 19. веку о. проф. Михал Бобровски је пронашао и описао Супрасаљски зборник у манастирској библиотеци.
Манастир је био у тешкој материјалној ситуацији. Средства за неопходну обнову манастирских објеката тражена су након продаје збирки манастирске библиотеке, јавној библиотеци у Вилнусу и приватним збиркама. Године 1873. Свети правитељствујушчи синод је чак разматрао ликвидацију заједнице. Његов претстојник, архимандрит Инокентије (Комањецки), убедио је црквене власти да одрже постојање манастира. Од тог тренутка манастир је добио бројне дарове који су омогућили подизање новог гробљанског храма Св. Пантелејмона.
Значајан допринос обнови манастира дао је архимандрит Николај (Долматов), његов старешина од 1881. године, који је наредио обнову цркве Благовештења и изградњу нове цркве посвећене Св. Јована Богослова (1890), као и да се у Подсупрашљу оснује православно гробље са црквом Св. Ђорђа (подигнут 1901). Архимандрит је при манастиру основао православно братство и прихватилиште за сирочад, довео је до уклањања из манастира свештенства затвореног у њему због канонских преступа и примања нових кандидата за верски живот на њихова места. Микоłај (Долматов) је такође био аутор прве свеобухватне студије о историји манастира. У другој половини 19. века порушена је и храм Васкрсења, који је у лошем техничком стању. Сахрањивање у катакомбама раније није вршено, користећи само манастирско гробље које се налази јужно од манастирских зграда. На манастирском звонику налазило се неколико звона, од којих је највеће било 2400, 1700 и 1200 кг. Судбина ових објеката после Првог светског рата није позната.
Године 1915. монаси су кренули у бекство, поневши са собом сав покретни намештај манастира. У манастир се вратио само јеромонах Сава (Гаврилук). Зграде манастирских цркава нису претрпеле губитке током ратних дејстава.

### У Другој Пољској Републици
Дана 8. августа 1919. инспектор Збигњев Лашчињски, уз помоћ градоначелника Супрасла, Владислава Козловског, затворио је и запечатио православну цркву Благовештења. На њихову молбу монах Сава је сву црквену утвар пренео у мању цркву Св. Јована Богослова, међутим, није враћена у литургијску употребу. Градоначелник града је после три године предао на управљање манастирским звоником, помоћном зградом и црквама Дирекције јавних путева у Бјалистоку, а преостале зграде Бјалисточком сејмику, који их је потом доделио седишту пољопривредног школа. Такође 1922. године, православно братство из Супрасља, у име 2.235 верника који живе у граду, послало је писмо шефу државе Јозефу Пилсудском, апелујући да се цркве врате и да им се додели статус парохије. Било је и захтева да се звоник врати, одступајући од других објеката и земљишта. Писмо је послато Министарству верских вероисповести и народног образовања, које је заузврат препустило релевантну одлуку војводи Бјалистоку. По његовом мишљењу, православци би могли да користе цркву на гробљу у Подсупрашљу као огранак парохије у Василкову, а цркве некадашњег манастира треба предати католицима који су имали премалу жупну цркву у односу на број верника. Године 1924, по налогу војводе, монах Сава је уклоњен из стана у манастиру. Годину дана касније, две зграде и део манастирског земљишта дате су у закуп католичком салезијанском реду.
Године 1926. манастирске цркве је прегледао старешина Бјалистока, потврдивши њихово затварање и предавши кључеве градоначелнику Супрасла. Међутим, 4. октобра 1927. године, римокатолички митрополит из Вилнуса Ромуалд Јалбжиковски служио је свету мису у цркви Благовештења. Министарство вероисповести и народног просвећивања Дионисија, православног митрополита варшавског и целе Пољске, није доставило објашњења по овом питању. Истовремено, након служења мисе, католички јерарх је уручио кључеве цркве жупнику локалне католичке жупе. Виленски митрополит је 1929. године поднео молбу Министарству верских послова за коначну предају манастирског комплекса католицима, намењеног као кућа за пензионисане свештенослужитеље. На крају су манастирске зграде предате салезијанцима, који су тамо водили сиротиште.
Салезијанци су 1937. затворили цркву Св. Јована Богослова, упркос протестима православних становника града, који су се раније исте године још једном пријавили код министарства вероисповести за отварање храма. Православни крст је уклоњен са зграде, а покућство је пребачено у народни дом у Супраслу. Гродњенска православна епархија и управа манастира, са пребивалиштем у Гродну, поднели су тужбу против римокатоличке митрополије Виљнус и Државног трезора за враћање имовине манастира у Супрасљу, којом је располагала када је Пољска поново стекла независност. Окружни суд у Бјалистоку је одбацио тужбу у марту 1938. Судбина жалбе је непозната. Непосредно пре избијања Другог светског рата, вредност манастирских објеката процењена је на 495.954 ПЛН, од чега 166.000 ПЛН. припало главној цркви, а 16.200 цркви Св. Јована Богослова, који је, како је примећено, због напуштања и неупотребе изгубио своју вредност.

### Други светски рат и период Пољске Народне Републике
У годинама 1939–1941, манастир су опустошиле совјетске трупе које су у њему биле стациониране. У цркви Св. Јована Богослова уређена је кухиња, а у главном храму – ковачница. Војници су изнели иконе из зграде и уништили барокни иконостас. Године 1942. парох православне парохије у Супрасљу Алекси Муларчик је добио дозволу немачких окупационих власти да поново отвори цркву Св. Јована Богослова и обнављање служби у њему. Према сећањима мајке Валентине Муларчик, у то време је било непријатељстава према православној цркви од стране неких локалних католика; Окупационе власти су тада запретиле да ће починиоци бити кажњени ако било какву штету претрпи православни парох. Од тада није било инцидената.
За време нацистичке окупације у Супрасл је дошло неколико монаха, највероватније из СССР-а. Живели су у згради Архимандритског двора. 1944. године, пре повлачења из Супрасла, немачка војска је срушила православну цркву Благовештења Богородице, а монахе натерала да напусте манастир. Једино је архимандрит Изидор, који се тешко кретао, одбио да напусти зграде и преживео је дизање у ваздух храма у згради конака настојника манастира. Био је очевидац дизања главне цркве у ваздух.
После Другог светског рата, нове власти су пристале да наставе да користе цркву, коју је 1942. године отворила православна црква. Ово је изазвало протесте локалног католичког становништва.
Наредних година у зградама некадашњег манастира основан је Центар за обуку за механизацију пољопривредног кадра. Ова установа је 1954. године затражила од Покрајинског народног савета дозволу да преузме цркву за своје потребе. Тврдило се да школа због свог рада на подручју храма није могла да образује своје ученике у социјалистичком духу, а просторија коју је заузимала сакрална зграда била је потребна за салу за предавања. У својој пријави, аутори су истакли да су окупационе власти предале православној цркви цркву која је пре рата припадала католицима, не обазирући се на ранију верску припадност манастира. Након што је представник локалних партијских власти разговарао са епархијом Бјалисточко-Гдањском, парохија у Супраслу је иступила из цркве Св. Јован Богослов. Уз помоћ верника, парох је пренео намештај зграде у цркву на гробљу у Подсупрашлу.
После 1945. године у манастиру је постојала пољопривредна школа. У овом периоду уништени су остаци манастирске баште, пошто је управа школе на њеном простору уредила игралиште и парцеле.

### Реконструкција и поновно активирање православног манастира
Септембра 1947. године, Генерална дирекција за заштиту музеја и збирки наложила је Станиславу Буковском да руководи пословима обезбеђења и започне потпуну реконструкцију читавог манастирског комплекса. До 1949. године израђен је први пројекат реконструкције дела десног крила, а 1953–1954. године израђен је још један пројекат адаптације некадашњег манастира за потребе образовања. Манастирске зграде и архимандритски двор су обновљени до 1955. године. Од 1980-их, Пољска аутокефална православна црква постепено је повратила своје манастирске зграде и извршила конзерваторско-реноваторске радове. Иницијатор реконструкције комплекса био је архиепископ бјалисточки и савски из Гдањска. Дана 15. јуна 1984. године на пастирски рад у Супрасл је упућен јеромонах Мирон (Ходаковски), који је 25. новембра примио достојанство ихумена и задатак предстојатеља поново активиране монашке заједнице. Под његовим руководством, у манастиру је извршена темељна обнова цркве Св. Јована Богослова, обновљени су стамбени и господарски објекти и порушена Благовештенска црква. Његов наследник - архимандрит Гаврило (Гиба), који је био и парох манастирске парохије, наставио је посао подизања, готово из рушевина, некадашњег понацистичког манастира (некадашњег православног) и обнављања одбрамбене цркве, порушене 1944. године. У јужном крилу манастира 26. августа 1999. године отворена је штампарија која је постојала 1693–1803. Године 2001. на манастирски звоник је окачено шест нових звона, а потом је њихов број порастао на осам. Године 2006. започели су радови на уређењу модерне барокне баште, коју је дизајнирала Катарзина Миколајцзик. Радове на обнови Супраслске лавре финансијски је подржао државни буџет Пољске.
Осам година, од 1997. године, трајао је сукоб између Пољске аутокефалне православне цркве и василијанског реда око разорених у 20. веку манастирских катакомби; Власти Супрасла су, упркос првобитном плану за конзервацију катакомби у склопу реконструкције манастира, отежале заједници да их преузме. Православни митрополит Варшавски и целе Пољске Сава контактирао је по овом питању премијера Републике Пољске Јежија Бузека, пишући о „тешкоћама или чак дискриминацији православних хришћана“. Године 2001. постојао је пројекат изградње екуменске капеле у катакомбама. Сукоб је окончан одлуком Регулаторне комисије за Пољску аутокефалну православну цркву од 22. јуна 2005. године, по којој је власник катакомби поново био православни манастир. Предвиђена је реконструкција храма Васкрсења Господњег.
У манастиру је 2006. године отворен Музеј икона. Исте године је први пут приказан документарни филм Романа Василука о манастиру. Дана 1. марта 2008. свечано је отворена Академија у Супрасљу. Од 2008. године у манастиру се сваке године одржава Међународни сабор црквеног звонења.
Дана 18. августа 2012. године манастир је посетио поглавар Руске православне цркве Патријарх московски и целе Русије Кирил I.
Године 2013. – захваљујући субвенцијама Европске уније и Министарства културе и народног наслеђа – завршени су рестаураторски радови на унутрашњости Архимандритског двора.
Почетком 2014. године, трудом монаха, локалних парохијана и ходочасника, катакомбе су покривене, штитећи их од даљег разарања. У манастиру је 10. августа 2014. године отворена Спомен одаја Архиепископа Мирона, првог старешине заједнице, који је трагично страдао у Смоленској катастрофи 2010. године након што је манастир поново активиран. Године 2015. у јужном манастирском здању адаптирана је просторија за православни храм Св. Антонија Супраског, у знак сећања на 500. годишњицу ктиторске мученичке кончине. Прва Божанска Литургија у новом храму служена је 22. марта те године.
Манастир Супрасл је био лауреат конкурса „Подлашки бренд године 2014“.
Дана 22. августа 2016. године манастир је посетио православни патријарх антиохијски Јован X.
Од 16. јула 2017. године акатист у част Св. Луке, епископа Кримског, покровитеља цркве у изградњи у Лазнији (огранак храма Супраслске парохије).
Дана 24. августа 2017. године – одлуком Светог Архијерејског Сабора – настојатељ манастира, архимандрит Анџеј (Борковски) је изабран за епископа супраслског, викара епархије Бјалисточко-Гдањск. Хиротонија је одржана 27. септембра 2017.
У августу 2018. године манастир је посетио поглавар Православне Цркве у Америци Тихон, митрополит све Америке и Канаде.
Дана 21. јуна 2020. године манастир је посетио председник Пољске Анджеј Дуда; то је била прва икада посета шефа пољске државе Супраслској лаври.
Године 2021. завршена је 37 година дуга реконструкција главне цркве манастира.

## Архитектура
Прва монашка црква у новом седишту општине у Супраслу освећена је 1500. године и била је посвећена св. Јовану Богослову. Није познато од каквог је материјала направљен овај храм. Пре 1557. године овај објекат је уништен у пожару. Од тог тренутка монаси су користили само главну православну цркву Благовештења; Јован Богослов је постао њен други покровитељ.

### Православна црква Благовештења
Главна манастирска црква је објекат који комбинује одбрамбене и сакралне функције. Његова структура подсећа на цркве у Виљњусу, Синковици и Маломожејкову, као и на цркве у Павлову, Закрочиму, Сероцку, Цеглову, Венгруву и Брохуву са карактеристичним округлим кулама у угловима смештеним у Мазовсзеу. Црква у Супраслу садржи карактеристике византијског и готичког стила. Црква у манастиру Супрасл има четири куле у угловима и стреласте прорезе у главном венцу.
Унутар цркве налазио се низ фресака које приказују сцене из живота Марије и Исуса, слике анђела, светих апостола, јеванђелиста, мученика, монаха и епископа првих векова хришћанства, пророка. У главној куполи налази се лик Христа Пантократора по узору на аналогну композицију из Саборног храма Премудрости Божије у Великом Новгороду. У четири квадрата између сводова налазе се слике Бога Оца, Господа над војскама (цс. Саваоф), Светог Духа у виду голуба, анђела и Христа Спаситеља. Представљањем Бога Оца и Духа Светога једно другоме пренето је православно учење о пореклу Светог Духа од Оца. Међу осталим елементима храмске опреме био је изузетно вредан накит.
У периоду када је зграда припадала базилијанима, унутрашњост цркве је трансформисана. У њега је уметнут нови барокни намештај, укључујући и бочне олтаре. Посебну вредност имао је иконостас из седамнаестог века, који се протезао целом дужином цркве (дванаест метара), при чему су погледи верника од улаза кретали ка олтару показујући само централни део, јер су остали били прекривени стубовима. Дакле, у централном делу, код царске капије, била су три стуба, икона изнад царске капије била је смештена између два пиластра, слика у трећем реду иконостаса била је фланкирана са два стуба. Структура целине стварала је илузију да се централни део помера ближе верницима.
Сачувани су оригинални фрагменти полихрома („Супраслске фреске“) – сада изложени у манастиру, у Архимандритском двору. Радове на реконструкцији цркве по пројекту архитекте М. Кузмиенка наставио је архитекта Михал Балаш. У пролеће 2015. године завршене су припреме за реконструкцију живописа унутар храма, започете 2016. године (унутрашњост куполе је била украшена фрескама до 30. јула исте године).
У марту 2021. црква је опремљена дрвеним, украшеним четвороредним иконостасом, који је израдио украјински вајар Олех Белц из Почајева.
Реконструкција живописа завршена је 2021. године, након чега је храм 27. јуна свечано освештао митрополит варшавски и целе Пољске Сава, уз саслужење архијереја из Пољске и иностранства.
Црква је и парохијска црква.
- Архимандритова палата (1635–1655) – у палати се налазе Супраслка академија[56] и Музеј икона.
- Барокне манастирске зграде, подигнуте у 17. и 18. веку.У згради у улици Маје 13 налази се кућна капела посвећена Супраслској икони Богородице. У јужном здању манастира налази се православна црква Св. Антони Супраски.
- Капија-звоник саграђена 1752. године, по узору на капију палате у Бјалистоку.
- Трпезарија Св. Јана Теолога (1888), обновљена у другој деценији 21. века и освећена 12. фебруара 2017. од митрополита Сава.[57]

У манастиру је 16. септембра 2004. године основана Супраслска православна академија (по угледу на сличне, које делују између осталих у Русији и Грчкој).

## Имовина манастира
Године 1501. Александар Ходкиевич је монасима доделио имање Хорошч. Ову донацију је 17. јула 1507. године потврдио краљ Жигмунд I Стари. Године 1533. Ходкјевићи су одузели властелинство и град Хорошч од заједнице, предавши им Чворостов, Пузице, Поросли и Фасти, као и имање Клевин. Манастир је 11. маја 1506. године добио још једну донацију, овога пута од епископа смоленског Јозефа, који је поклонио општини Топилец, Бациут и Пичцзево.